# Мода Франції
Франція є провідною країною в індустрії моди. Мода завжди була важливою частиною в культурному житті країни і суспільства, і французи добре відомі за їх увагу до модного одягу, а французькі слова от-кутюр, прет-а-порте та інші увійшли в світовий словник моди.

## Історія
Франція з незапам'ятних часів була законодавицею моди. Вона зуміла змусити і інші країни підкоритися мінливості моди. У період розквіту абсолютної монархії у Франції, тобто в другій половині XVII століття, в моді панував французький двір короля Людовіка XIV. Новий костюм виходив зі старої конструкції маньєризму. Але строгу геометрію іспанської сукні змінили ясні тони і фарби, неясна складність крою. Відтоді французький смак і мода оволоділи всією Європою і не переставали володіти нею протягом цілих століть.

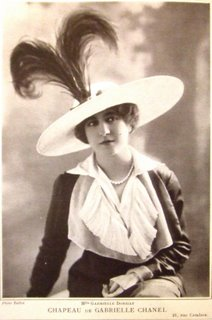
Коко Шанель. 1912 рік

Мода бароко ввела нові матеріали і прикраси, загальний вигляд костюма став зовсім іншим. І тут шовк і мережива відтіснили оксамит і метал, французька мода підкреслювала природні дані, тепер пишні форми змінили чітко стилізовані. Строгі форми іспанської маньєристичної моди були переможені, її контури стали більш переривчасті, зникає «трикутник». Одяг враховує світло, тінь, блиск, рух і загальну індивідуальність того, хто її носить; він пристосовується до того, кому призначається костюм.

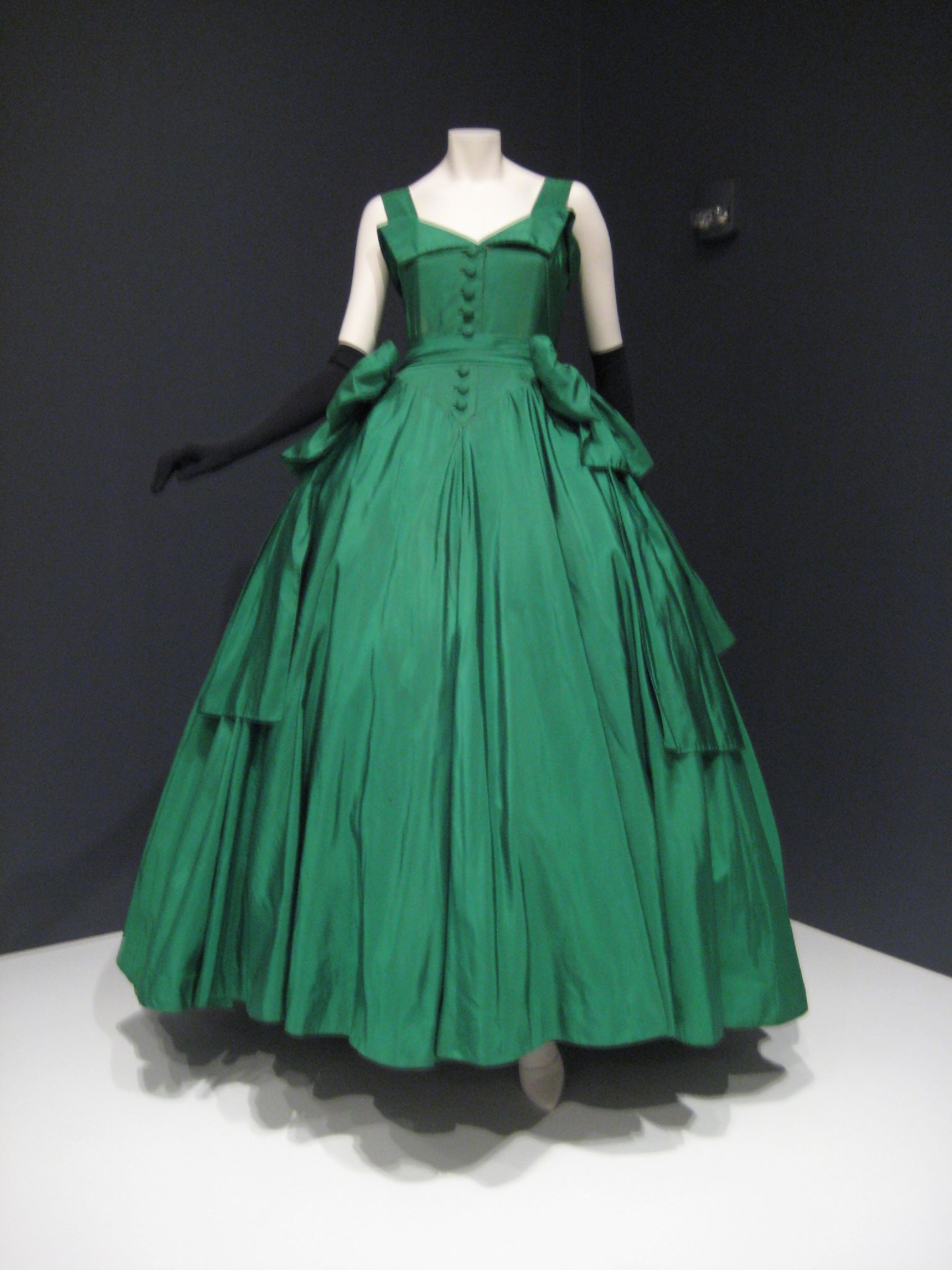
Вечірня сукня, Дім Dior, 1954. Індіанаполіський художній музей.

У 1885–1889 роках Генрі ван де Велде і Альфред Морбюттер прагнуть направити на істинний шлях жіночу моду. У 1902 році Ван де Велде сформулював свої вимоги у вигляді трьох правил, яких, на його думку, повинна дотримуватися кожна жінка. Він рекомендує всім жінкам насамперед знайти свою індивідуальність у домашньому одязі, а для виходу на вулицю вони повинні більш уніфікувати свій костюм і уподібнити його чоловічому. Однак для різних урочистих випадків жінки, так само як і чоловіки, повинні носити одяг, приписаний традиціями.
Імена Chanel, Dior, Yves Saint-Laurent асоціюються з переломною епохою в історії костюма — епохою виникнення Haute Couture (Високої моди), коли моделювання одягу зводиться в ранг мистецтва і обростає безліччю легенд.
У 1928 році спідниця ледь прикриває коліна. Коко Шанель вводить в моду англійський стиль. Твід — тканина одягу шотландських поміщиків — стає матеріалом для костюма «у стилі Шанель» актуального і в наші дні. Коко не тільки робить светр неодмінною складовою гардеробу модної леді, а й пропонує носити до нього розкішні коштовності.
Багато предметів сучасного гардероба, що здаються нам цілком природними і як би присутніми завжди, придумала Коко Шанель: сумочку через плече, металеву біжутерію, ланцюжки.
Поворотні історичні події, безумовно, впливають на моду. Ще в 1932 році начальник паризької поліції забороняв Марлен Дітріх виходити в штанах на вулицю, після того як вона спробувала пройтися в такому вигляді уздовж Сени. А під час Другої світової війни штани стали звичною одягом для жінок, які замінили чоловіків на роботі в тилу.
Війна закінчилася, і суспільство чекав новий вибух моди. 1946 році з'явились перші купальники-бікіні: У 1947 році Крістіан Діор створив новий стиль, який прийняла не тільки вся Європа, але і Америка.
У 1950-ті роки поряд з першою лінією, призначеною виключно для молоді, Діор створює кілька ліній стилізації одягів під «Н», «Х», «У», «А» і т. д. Само собою зрозуміло, що мода 50-х років створювалася не одним Діором. 50-ті — час найвищого розквіту і слави паризького «от-кутюр». Один будинків Високої моди Дім Юбера де Живанши. Цей ідеальний стилістичний дует відбив еталон елегантності 50-х. У 
1957 році пішов з життя п'ятдесятидворічний Крістіан Діор. Наступного року 21-річний Ів Сен Лоран, як головний модельєр Будинку Dior, випустив свою першу сенсаційну колекцію. У 1962 р. був створений Дім Yves Saint Laurent.
Кожне наступне десятиліття пропонувало нові дизайнерські знахідки, неодноразово змінювався стиль (від неоромантичного, до мінімалістського, розширювалася географія на сцену вступили італійці (Gucci, Valentino, Versace) і японці (Кензо Такада, Мітсухіро Матсуда, Йоджи Ямомото, Рей Кавакубо і Іссей Міяке).